# Maktal az-Zajdi
Maktal az-Zajdi (arab. مقتل الزيدي) – wieś w Syrii, w muhafazie Aleppo, w dystrykcie Dżabal Siman. W 2004 roku liczyła 212 mieszkańców.